# ㅈ
Jieut (litera: ㅈ, kor. 지읒) – spółgłoska zębowa należąca do grupy pisma hangul, do oznaczenia spółgłoski zwarto-szczelinowo dziąsłowo-podniebienno bezdźwięcznej [tɕ] na początku słów, oraz spółgłoski zwarto-szczelinowo dziąsłowo-podniebienno dźwięcznej [dʑ] po sylabach. Według transkrypcji McCune’a-Reischauera spółgłoska brzmi "ch", a pomiędzy sylabami "j".. Litera współtworzy spółgłoski ㅊ i ㅉ.
Jak podaje Koreańska Zasada Pisowni (Hunminjeongeum) ㅈ jest dziewiątą literą alfabetu koreańskiego. Służy ono do reprezentowania bezdźwięcznej zwarcia podniebiennego, które powstaje w wyniku zablokowania nozdrzy języczkiem, szerokiego dociśnięcia przedniej części języka do twardego podniebienia, a następnie wydechu, który rozbija twarde podniebienie, powodując tarcie.
Dźwięk spółgłoski brzmi podobnie jak "j" w angielskim słowie "jellyfish" lub polskie "ć" i "dź".

## Pismo

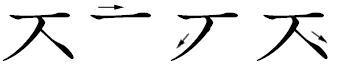
Kolejność stawiania kresek

## Historia
Litera powstała na podstawie grafemu ㅅ. W momencie utworzenia Hunminjeongeum litera zajmowała trzynaste miejsce w koreańskim alfabecie. Dopiero w tekście z 1751 pt. Eonjachojungjongseongjido (chiń. 諺字初中終聲之圖) zawartym w Samunseonghwi (chiń. 三韻聲彙) litera zajęła dziewiąte miejsce w alfabecie i pozostało tak do dziś.
Istnieje również teoria, że w XV wieku, mniej więcej w czasie, gdy powstawał Hunminjeongeum, w języku środkowokoreańskim miejsce artykulacji dźwięku „ㅈ” znajdowało się między czubkiem języka a dziąsłami, ale od około XVII wieku miejsce artykulacji przesunęło się między przednią część języka a twarde podniebienie, tak jak ma to miejsce dzisiaj.